# Liste der Monuments historiques in Plounévez-Moëdec
Die Liste der Monuments historiques in Plounévez-Moëdec führt die Monuments historiques in der französischen Gemeinde Plounévez-Moëdec auf.

## Liste der Bauwerke
| Bezeichnung            | Beschreibung | Standort               | Kennzeichnung | Schutzstatus | Datum | Bild           |
| ---------------------- | ------------ | ---------------------- | ------------- | ------------ | ----- | -------------- |
| Wegekreuz              |              | Route du Gollot (Lage) | PA00089510    | Inscrit      | 1933  | weitere Bilder |
| Kirche St-Pierre       |              | (Lage)                 | PA00089511    | Classé       | 1932  | weitere Bilder |
| Kapelle St-Luvan       |              | (Lage)                 | PA00089509    | Inscrit      | 1926  | weitere Bilder |
| Kapelle Ste-Jeune      |              | (Lage)                 | PA00089508    | Inscrit      | 1970  | weitere Bilder |
| Kapelle in Keramanac’h |              | (Lage)                 | PA00089507    | Classé       | 1922  | weitere Bilder |

## Liste der Objekte

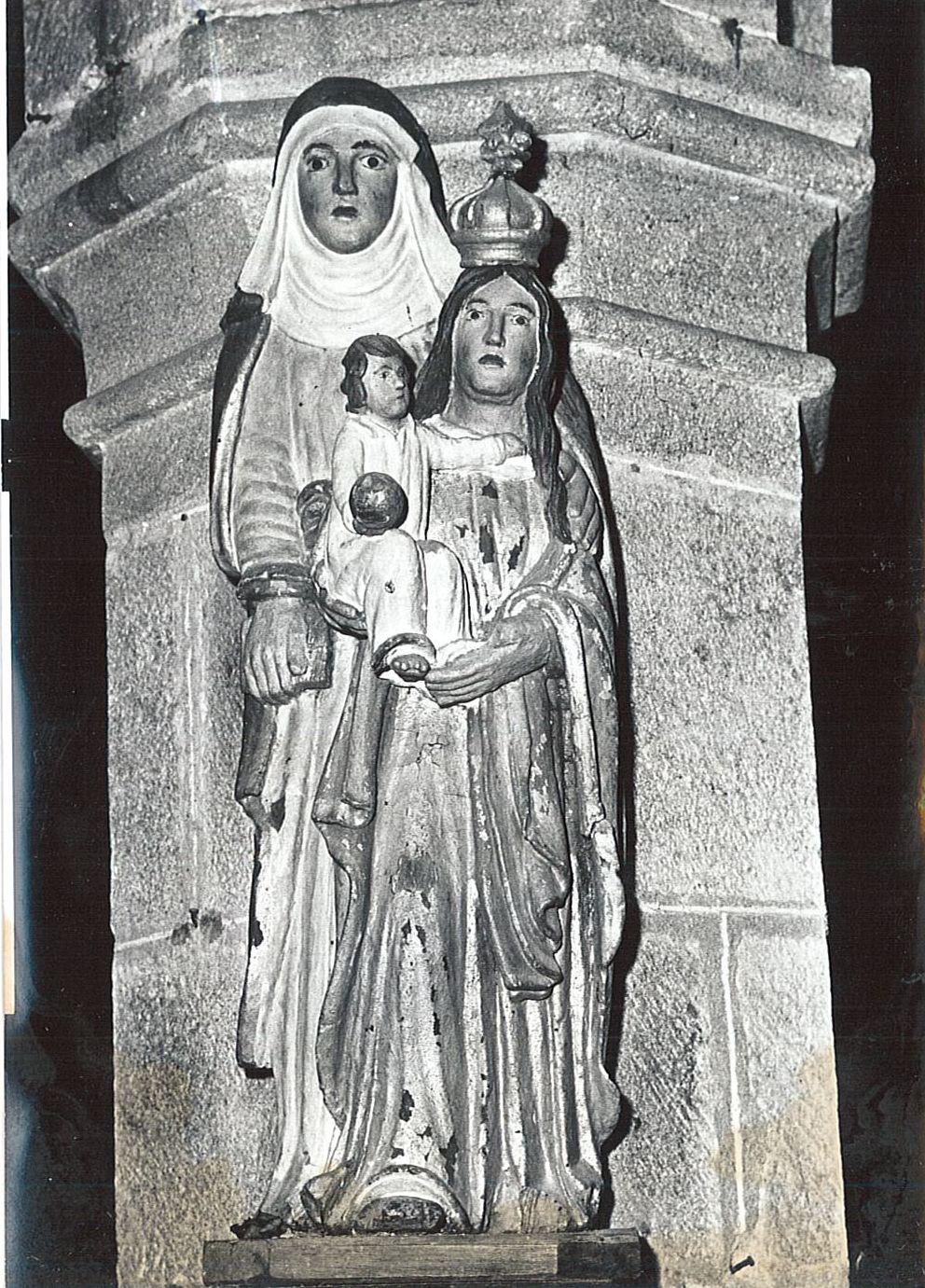
Skulptur Anna selbdritt (16. Jahrhundert) in der Kirche St-Pierre

- Monuments historiques (Objekte) in Plounévez-Moëdec in der Base Palissy des französischen Kultusministeriums